# Kwame Raoul
Kwame Raoul, né le 30 septembre 1964 à Chicago, est un avocat et homme politique américain, membre du Parti démocrate.

## Biographie
Né de parents immigrants haïtiens, Kwame Raoul obtient son B.A. en science politique de l'université DePaul puis un J.D. à l'école de droit Chicago-Kent de l'Institut de technologie de l'Illinois.
En novembre 2004, il est nommé sénateur de l'État de l'Illinois pour le treizième district en remplacement de Barack Obama, élu au Sénat des États-Unis. Il est ensuite élu à plusieurs reprises et conserve son siège jusqu'en 2019.
Il se présente à l'élection du procureur général de l'Illinois en 2018, il remporte l’élection primaire démocrate le 20 mars contre l'ancien gouverneur de l'État Pat Quinn, puis l'élection générale le 6 novembre avec 55 % des voix contre la candidate républicaine Erika Harold, ancienne miss America. Il est réélu en novembre 2022 avec 54,35 % des voix.